# Hydnophytum vaccinifolium
Hydnophytum vaccinifolium är en måreväxtart som beskrevs av Pieter van Royen. Hydnophytum vaccinifolium ingår i släktet Hydnophytum och familjen måreväxter. Inga underarter finns listade i Catalogue of Life.